# 李棱
李棱，隋朝初年蒋山（今江苏省南京市紫金山）起事反隋首领。
隋朝灭南陈后，令江南百姓全要熟读尚书右仆射苏威所撰《五教》。民间又传言朝廷要将江南百姓都迁徙到关中去，于是民怨沸腾。开皇十年（590年）李棱自称大都督，起兵攻陷附近隋朝州县。同时汪文進、高智慧、沈玄侩都自称天子，设置百官。蔡道人、吴世华、沈孝彻、王国庆、杨宝英、李春也自称大都督。不久，隋朝内史令杨素出兵平叛。杨素命令麦铁杖去侦查敌情。麦铁杖被李棱捉住，李棱派了三十个人想要将他押送往高智慧。走到庆亭的时候，卫兵们休息吃饭，麦铁杖也被解开束缚。麦铁杖夺过了反贼的刀将卫兵们全数杀光。后来杨素将李棱等依次平定。